# Laura Schmitt
Laura Schmitt (* 20. Juli 1985 in Offenbach am Main) ist eine deutsche Handballspielerin, die mehrere Spielzeiten beim Schweizer Erstligisten LC Brühl Handball unter Vertrag stand.

## Karriere
Laura Schmitt spielte ab dem Jahre 2002 für den Verein TSV Klein-Auheim. Drei Jahre später schloss sich die Rückraumspielerin der HSG Sulzbach/Leidersbach an, mit der sie 2006 in die 2. Bundesliga sowie 2007 in die Bundesliga aufstieg. Um Spielpraxis zu sammeln, erhielt sie 2008 in Zweitspielrecht für den Regionalligisten SG 09 Kirchhof. In der Saison 2009/10 lief die Linkshänderin für den Zweitligisten TV Mainzlar auf. Anschließend kehrte sie zur HSG Sulzbach/Leidersbach zurück, die in der 3. Liga antrat. Im Jahre 2011 schloss sich Spatz-Schmitt dem Drittligisten 1. FSV Mainz 05 an, mit dem sie ein Jahr später in die 2. Bundesliga aufstieg. Zur Saison 2017/18 wechselte sie zum Schweizer Erstligisten LC Brühl Handball. Mit Brühl nahm sie am EHF-Pokal der Frauen 2017/18 teil. 2019 gewann sie mit Brühl die Schweizer Meisterschaft. Nach der Saison 2019/20 beendete Schmitt ihre Karriere. In der Saison 2022/23 lief sie für den Schweizer Verein SG Glatttal/Limmattal auf.

## Privates
Schmitt war mit dem Handballspieler Michael Spatz verheiratet. Während der Ehe trug sie den Namen Laura Spatz-Schmitt.